# M!ho
M!ho（みほ、1991年3月24日 - ）は、日本の歌手、女優、タレントである。
マッシュアップコーラスユニット「イチコロ156」のメンバー美音（みおん）としても、アニメソングを中心にしたレパートリーを歌っている。愛称はみぽりん。

## 人物
神奈川県横浜市生まれ。元東京児童劇団及びキリンプロ所属の子役として「小宮美穂」名義で活動していた時期があり、CM、舞台、ミュージカルで活躍した。
1997年に東京児童劇団に所属、子役としてデビューして芸能活動を開始。その後、1999年にキリンプロに移籍して活動。2001年から2002年にかけて事務所を辞めて芸能活動を休止した。
2009年に武蔵野音楽大学に入学。声楽専攻。大学に通いながらavex artist academyでトレーニングを受ける。
2012年からmiho名義でのソロライブ活動を開始し、同年9月にミュージックDNAトーキョー主催「ミュージックDNA女性ヴォーカル発掘オーディション」に参加し、決勝に進出。
2013年、ミュージックDNAトーキョーのオーディションで出会った早川琴流、森沢舞と共にコーラスユニット「イチコロ156」を結成して活動した。

## 出演

### インターネットテレビ
- ライフのどうぶつずかん[3]（2012年2月、BeeTV）いきいきうたのおねえさん

### 映画
- 伊能忠敬-子午線の夢-（2001年）

### 舞台
- レ・ミゼラブル（1998年）リトル・コゼット 役
- 34丁目の奇跡〜Here's Love〜（1998年・1999年）オランダ人の少女 エンドゥーリカ 役
- 美少女戦士セーラームーン 『かぐや島伝説』（1999年春）クック 役
- 美少女戦士セーラームーン『かぐや島伝説【改訂版】夏休み!! 宝石探検隊』（1999年夏）クック役
- ダルニー・ラプソディー（2002年）主演・さくら 役[4]

### CM
- 日本コカ・コーラ コカ・コーラ 「花火編」（2001年）
- KDDI（2001年）

### スチール
- 鈴乃屋 七五三 ポスター（1999年）

## コーラス参加した楽曲
- ℃-ute「我武者LIFE」（2015年4月1日）
- アンジュルム「七転び八起き」（2015年7月22日）
- カントリー・ガールズ「わかっているのにごめんね/ためらいサマータイム」（2015年8月5日）
- モーニング娘。'17「BRAND NEW MORNING」（2017年3月8日）
- モーニング娘。20th「愛の種 (20th Anniversary Ver.)」